# Чернуха (приток Усвейки)
Черну́ха (бел. Чарну́ха) — малая река (ручей) в Чашникском районе Витебской области Белоруссии. Правый приток реки Усвейка.
Вытекает из озера Жеринское в 0,5 км к югу от деревни Боровые. Впадает в Усвейку в 1,7 км к югу от деревни Вишковичи. Длина реки составляет 3,8 км. Русло канализовано.
Река последовательно протекает через озёра Святое и Древичное.
Изначально река начиналась из озера Святое. Однако в XIX веке для понижения уровня воды ради добычи сапропеля в озере Жеринское была прорыта рукотворная протока, соединившая два озера. В современных источниках эта протока считается частью русла Чернухи.